# العلاقات الناوروية الهايتية
العلاقات الناوروية الهايتية هي العلاقات الثنائية التي تجمع بين ناورو وهايتي.

## مقارنة بين البلدين
هذه مقارنة عامة ومرجعية للدولتين:
| وجه المقارنة                                              | ناورو                          | هايتي                                |
| --------------------------------------------------------- | ------------------------------ | ------------------------------------ |
| المساحة (كم2)                                             | 21                             | 27.75 ألف                            |
| عدد السكان (نسمة)                                         | 10.08 ألف                      | 10.98 مليون                          |
| الكثافة السكانية (ن./كم²)                                 | 48.00 ألف                      | 395.68                               |
| العاصمة                                                   | ضاحية يارين                    | بورت أو برانس                        |
| اللغة الرسمية                                             | اللغة الناورونية، لغة إنجليزية | لغة فرنسية، اللغة الكريولية الهايتية |
| العملة                                                    | دولار أسترالي                  | جوردة هايتية                         |
| الناتج المحلي الإجمالي (بليون دولار)                      | 113.88 مليون                   | 8.41 مليار                           |
| الناتج المحلي الإجمالي (تعادل القوة الشرائية) بليون دولار | 162.98 مليون                   | 18.82 مليار                          |
| الناتج المحلي الإجمالي الاسمي للفرد دولار أمريكي          | 9.83 ألف                       | 818                                  |
| الناتج المحلي الإجمالي للفرد دولار أمريكي                 |                                | 1.73 ألف                             |
| مؤشر التنمية البشرية                                      |                                | 0.483                                |
| رمز المكالمات الدولي                                      | +674                           | +509                                 |
| رمز الإنترنت                                              | .nr                            | .ht                                  |
| المنطقة الزمنية                                           | ت ع م+12:00                    | 00                                   |

## منظمات دولية مشتركة
يشترك البلدان في عضوية مجموعة من المنظمات الدولية، منها:
| علم المنظمة | اسم المنظمة                                 | تاريخ انضمام ناورو | تاريخ انضمام هايتي |
| ----------- | ------------------------------------------- | ------------------ | ------------------ |
|             | منظمة حظر الأسلحة الكيميائية                | ?                  | ?                  |
|             | الأمم المتحدة                               | 14 سبتمبر 1999     | 24 أكتوبر 1945     |
|             | مجموعة دول أفريقيا والكاريبي والمحيط الهادئ | ?                  | ?                  |
|             | منظمة الشرطة الجنائية الدولية               | ?                  | ?                  |
|             | يونسكو                                      | 17 أكتوبر 1996     | 18 نوفمبر 1946     |
|             | تحالف الدول الجزرية الصغيرة                 | ?                  | ?                  |
|             | الاتحاد البريدي العالمي                     | ?                  | ?                  |
|             | الاتحاد الدولي للاتصالات                    | 10 يونيو 1969      | 10 أكتوبر 1927     |

## وصلات خارجية
- موقع وزارة الخارجية الهايتية